# Samorząd Regionu Chewel Modi’in
Samorząd Regionu Chewel Modi’in (hebr. מועצה אזורית חבל מודיעין) – samorząd regionu położony w Dystrykcie Centralnym, w Izraelu.
Samorządowi podlegają osady rolnicze położone w okolicy miasta Modi’in-Makkabbim-Re’ut. Siedziba władz administracyjnych samorządu regionu znajduje się w miejscowości Szoham.

## Osiedla
Samorządowi podlega 1 kibuc, 19 moszawów i 4 wioski.

### Kibuce
- Be’erot Jicchak

### Moszawy
| - Ahisamah - Bareket - Bet Arif - Bet Nechemja - Ben Szemen - Bene Atarot - Gimzo - Ginnaton - Giwat Koach - Chadid | - Kerem Ben Szemen - Kefar Danijjel - Kefar Rut - Kefar Truman - Mazor - Nechalim - Rinnatja - Szilat - Tirat Jehuda |

### Wioski
| - Ben Szemen - Lapid | - Mewo Modi’im - Nofech |